# Hiroki Kishida
Hiroki Kishida (japanisch 岸田 裕樹 Kishida Hiroki; * 7. Juni 1981 in der Präfektur Hyōgo) ist ein ehemaliger japanischer Fußballspieler.

## Karriere
Kishida erlernte das Fußballspielen in der Schulmannschaft der Kwansei Gakuin High School und der Universitätsmannschaft der Kwansei-Gakuin-Universität. Seinen ersten Vertrag unterschrieb er 2004 bei den Vissel Kobe. Der Verein spielte in der höchsten Liga des Landes, der J1 League. 2005 wechselte er zum Drittligisten YKK AP. Für den Verein absolvierte er 59 Ligaspiele. 2007 kehrte er zu Vissel Kobe zurück. Für den Verein absolvierte er 21 Erstligaspiele. 2010 wechselte er zum Zweitligisten Fagiano Okayama. Für den Verein absolvierte er 63 Ligaspiele. Ende 2011 beendete er seine Karriere als Fußballspieler.